# Кауи Харт Хемингс
Кауи Харт Хемингс (на английски: Kaui Hart Hemmings) е американска писателка на произведения в жанра драма.

## Биография и творчество
Кауи Харт Хемингс, с рожд. име Кауи Джонстън, е родена през 1975 г. в Хаваи, САЩ. Отраства с майка си на Хаваите. Когато е 11-годишна, майка ѝ се омъжва за успешния международен сърфист и по-късно хавайски политик Фред Хемингс, който осиновява Кауи и тя взема неговата фамилия. Завършва гимназия „Пунахоу“ в Хонолулу, а след това Колорадо Колидж през 1988 г. и Сара Лорънс Колидж в Ню Йорк. След това получава стипендия „Уолъс Стегнер“ от Станфордския университет в Пало Алто.
Първият ѝ сборник с разкази „House of Thieves“ (Къщата на крадците) е публикуван през 2005 г.
Първият ѝ роман „Потомците“ е издаден през 2007 г. В него описва с деликатно чувство за хумор житейската драма на един съпруг и баща, и на неговите две дъщери, след смъртта на неговата съпруга. Книгата получава одобрението на публиката, критиците и Холивуд. През 2011 г. романът е екранизиран в едноименния филм с участието на Джордж Клуни, Шейлийн Удли, Джуди Гриър и Матю Лилард, който получава няколко номинации за „Оскар“.
Вторият ѝ роман „Шанс“ от 2012 г. представя историята на Сара Сейнт Джон, чийто 22-годишен син загива в лавина. Тя затъва в депресия до момента, когато се появява непознато момиче, което носи негово дете.
Кауи Харт Хемингс живее със семейството си в Сан Франциско и Кайлуа, Хаваи.

## Произведения

### Самостоятелни романи
- The Descendants (2007)
Потомците, изд.: ИК „Обсидиан“, София (2012), прев. Веселин Лаптев
- The Possibilities (2012)
Шанс, изд.: ИК „Обсидиан“, София (2014), прев. Надежда Розова
- Juniors (2015)
- How to Party With an Infant (2016)
- Testimony from Your Perfect Girl (2019)

### Сборници
- House of Thieves (2005)

### Екранизации
- 2011 Потомците, The Descendants